# مناظره جبران خسارت برده‌داری در ایالات متحده آمریکا

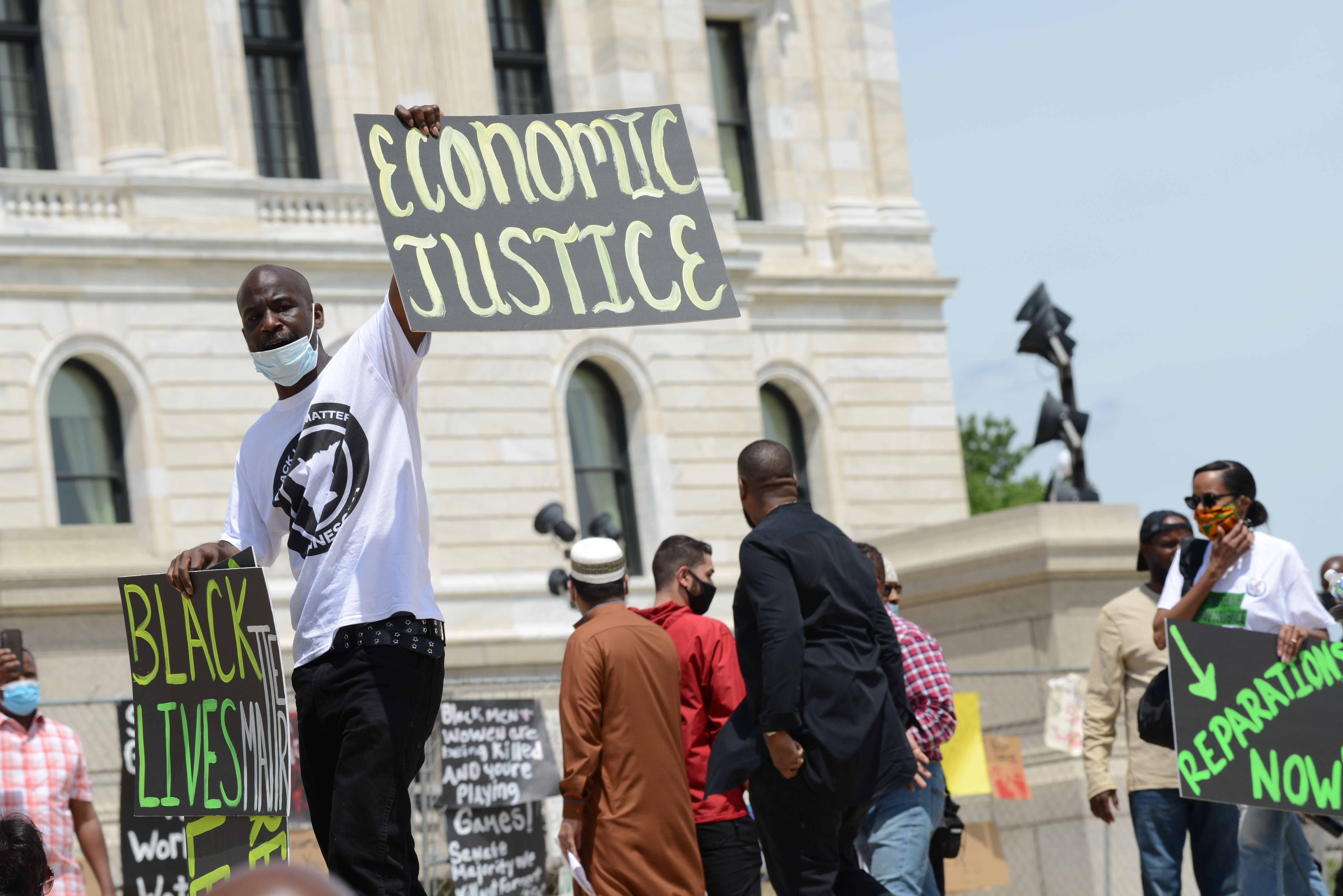
مناظره جبران خسارت برده‌داری در ایالات متحده آمریکا در سال 2020

مناظره جبران خسارت برده‌داری در ایالات متحده آمریکا پیشنهادی است که بر اساس آن باید نوعی جبران خسارت به بازماندگان بردگان تجارت برده در اقیانوس اطلس داده شود. این ایده از سال ۱۹۶۵ تا رقابت‌های مقدماتی ریاست جمهوری سال ۲۰۲۰ حزب دموکرات در سیاست آمریکا تکرار شده‌است.
این جبران به گونه‌های مختلفی پیشنهاد شده، از پرداخت فردی پولی گرفته تا جبران به صورت زمین. ایده همچنان بسیار مجادله برانگیز است و اجماع گسترده‌ای ای در خصوص چگونگی پیاده‌سازی آن وجود ندارد. فراخوان‌های مشابهی برای جبران خسارت در برخی کشورهای کارائیب و در جاهای دیگر در بین مهاجران آفریقایی وجود داشته و برخی کشورهای آفریقایی خواستار جبران خسارت بابت از دست رفتن جمعیت‌هایشان شده‌اند.